# Linkläuer Bach
| Zuläufe und Bauwerke \| Linkläuer Bach \| Linkläuer Bach \| Linkläuer Bach \| \| ---------------- \| -------------- \| ---------------------- \| \| Legende \| \| \| \| Remscheid \| \| Remscheid \| \| \| \| \| \| \| \| \| \| Mühlenteichbach \| \| \| \| \| \| \| \| \| \| Mühlenteich \| \| \| \| Regenrückhaltebecken \| \| Brückendelle \| \| \| \| Diederichskotten \| \| Obergraben Ehlishammer \| \| Ehlishammer \| \| \| \| Lobach \| \| \| |  |                        |
| Linkläuer Bach |  |                        |
| Legende |  |                        |
| Remscheid |  | Remscheid              |
| |  |                        |
| |  |                        |
| Mühlenteichbach |  |                        |
| |  |                        |
| |  | Mühlenteich            |
| |  | Regenrückhaltebecken   |
| Brückendelle |  |                        |
| Diederichskotten |  | Obergraben Ehlishammer |
| Ehlishammer |  |                        |
| Lobach |  |                        |

Der Linkläuer Bach ist ein rechter Seitenbach des Lobach in  Remscheid.
Die Quelle befindet sich südlich der Linkläuer Straße, der Bach fließt dann in südlicher Richtung westlich des Ortsteils Kremenholl und östlich der Ortsteile Vieringhausen und Güldenwerth vorbei, um im Hammertal in den Lobach zu münden.
Manchmal wird der Linkläuer Bach auch als Mühlenteicher Bach bezeichnet.

## Verlauf
- Quelle in Remscheid-Büchen
- Mühlenteich
- Regenrückhaltebecken
- Brückendelle
- Diederichshammer (angetrieben durch den Obergraben des Mühlenbachs)
- Ehlishammer
- Mündung in den Lobach